# 凝川君
凝川君（韓語：응천군，1579年—1618年1月13日（光海君九年十二月十七）），諱李潡（韓語：이돈），字景淵（韓語：경연），是朝鮮王朝時代的王族成員、都正宮嗣孫。

## 生平
李潡是唐恩君李引齡與密陽郡夫人朴氏之子，有同母弟弟密城副正李㴐與密山君李澯，初封凝川副正（韓語：응천부정），後昇凝川都正（韓語：응천도정）。
光海君九年十二月（合1618年），凝川都正逝世，虛歲39歲，追贈凝川君、正義大夫（韓語：정의대부）。

## 家族關係
- 高祖父：朝鮮中宗李懌
- 高祖母：昌嬪安氏
- 曾祖父：德興大院君李岹
- 曾祖母：河東府大夫人鄭氏
- 祖父：河原君李鋥
- 祖母：南陽郡夫人（朝鲜语：남양군부인）洪氏，江寧君洪暹女[2]
- 父親：唐恩君李引齡
- 母親：密陽郡夫人朴氏，朴啟賢（韓語：박계현）女[2]
- 正室：星山縣夫人李氏，李稶（韓語：이욱）女[2]
  - 長子：同敦寧李挺漢[2]
  - 次子：贈吏判李錫漢[2]

## 附註
1. 1 2 3 4  .   [2014-11-03]. （原始内容存档于2014-11-03）.
2. 1 2 3 4 5 6 7  《璿源系譜紀略》10卷·中宗大王
3. ↑  《有明朝鮮國顯祿大夫河原君贈諡神道碑銘》

| 前任： 父親唐恩君李引齡 | 都正宮宗主 | 繼任： 長子李挺漢 |